# Effondrement d'un immeuble à Lagos en 2021
L'effondrement d'un immeuble à Lagos en 2021 est survenu le 1er novembre 2021 lorsqu'un immeuble de grande hauteur en construction à Ikoyi, à Lagos, au Nigeria, s'est effondré.

## Contexte
Le bâtiment faisait partie d'un trio, appelé les "360 Degrees Towers", commandé par et en cours de construction pour Fourscore Homes (nommé dans certaines sources "Fourscore Heights"), une société de développement privée basée au Royaume-Uni et dirigée par le Nigerian Femi Osibona (alias Olufemi Adegoke Osibona). Osibona était à l'intérieur du bâtiment pendant l'effondrement et est porté disparu.
Un cabinet de conseil, Prowess Engineering Limited, s'est retiré du projet en février 2020, en raison de préoccupations concernant l'intégrité du bâtiment.
La Lagos State Building Control Agency a déclaré quelques heures après l'effondrement que bien que 21 étages aient été construits, seulement 15 avaient été approuvés.

## Effondrement
Le 1er novembre 2021, à 14 h 45 (UTC±00:00), un immeuble de 21 étages situé au 44BCD Gerrard Road, dans le quartier d'Ikoyi de Lagos, au Nigeria, s'est effondré. L'immeuble de grande hauteur, destiné à être des appartements de luxe, était en construction. Il est confirmé que 36 personnes sont décédées, et un nombre inconnu de personnes est piégée dans les décombres.

## Opérations de sauvetage
Un effort de sauvetage est mené par l'Agence de gestion des urgences de l'État de Lagos et d'autres intervenants. Il est supervisé par le Commissaire aux fonctions spéciales et aux relations intergouvernementales (en) et par le Ministère de l'aménagement du territoire et du développement urbain de l'État de Lagos (en).

## Conséquences
Femi Hamzat (en), vice-gouverneur de Lagos, a été raillé par la foule qui a déclaré que les autorités avaient été trop lentes à lancer les tentatives de sauvetage.
Le directeur général de la Lagos State Building Control Agency (LASBCA), Gbolahan Oki, a annoncé que le propriétaire de l'immeuble avait été arrêté et serait poursuivi.